# Robbert de Greef
Pour les articles homonymes, voir Greef.
Robbert de Greef, né le 27 août 1991 à Geldrop et mort le 26 avril 2019 à Anvers, est un coureur cycliste néerlandais.

## Biographie

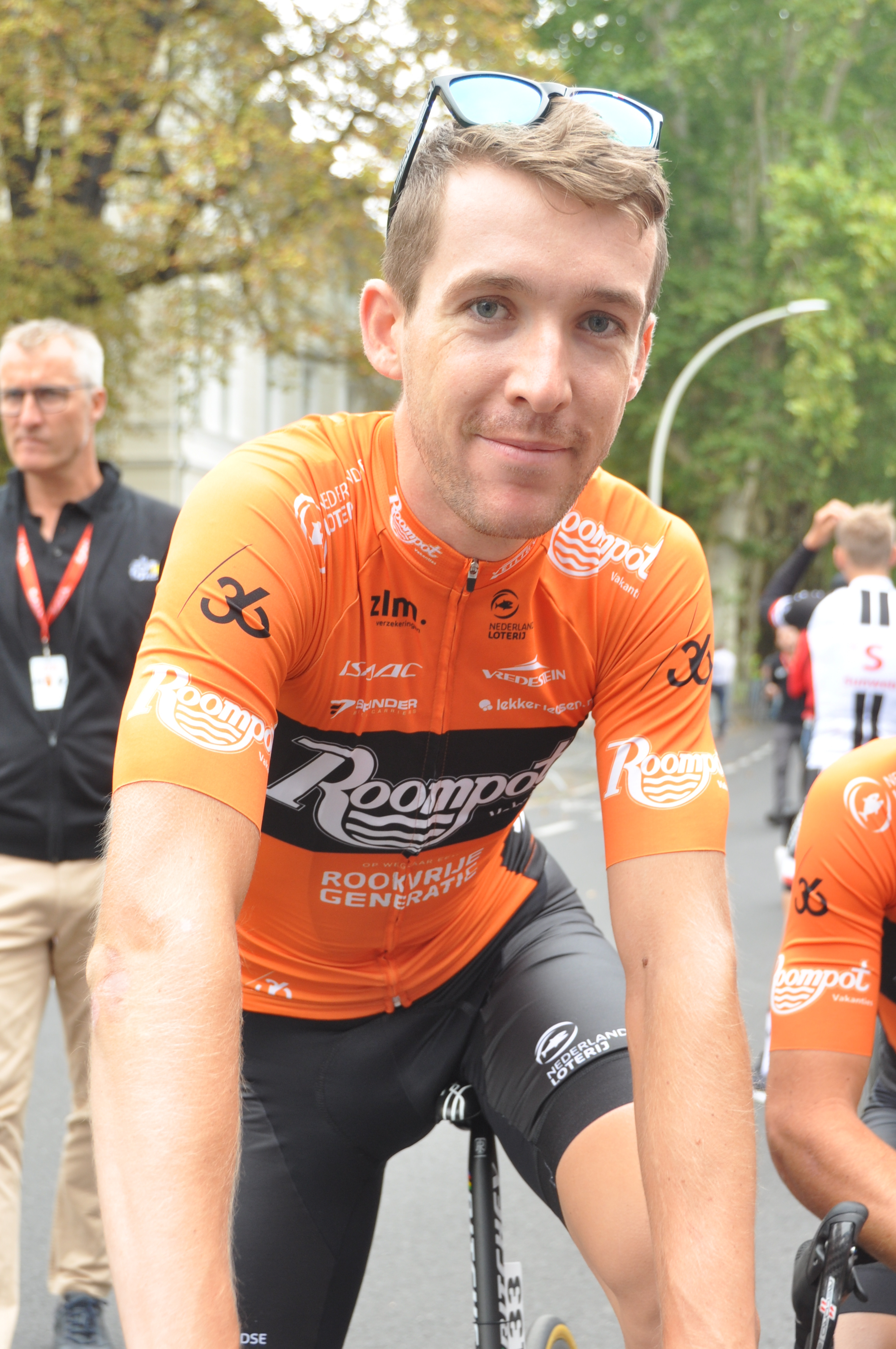
Robbert de Greef lors du Tour d'Allemagne 2018.

Robbert de Greef remporte sa seule victoire UCI lors du Kernen Omloop Echt-Susteren, à l'issue d'un sprint à deux contre le Danois Morten Hulgaard. En 2018, il devient professionnel chez Roompot-Nederlandse Loterij. Il n'est pas conservé à l'issue de la saison et rejoint alors l'équipe continentale néerlandaise Alecto.
Le 17 mars 2019, il obtient le meilleur résultat de sa carrière avec une deuxième place sur le Tour de Drenthe, une course hors catégorie de l'UCI Europe Tour. Il termine à trois secondes du vainqueur Pim Ligthart.
Le 30 mars, il est victime d'un arrêt cardiaque lors de l'Omloop van de Braakman et est emmené dans le coma à l'hôpital d'Anvers. Il meurt le 26 avril d'une hémorragie cérébrale,.

## Palmarès
- 2013
  - Witte Kruis Classic
  - 2e de l'Omloop Houtse Linies
- 2014
  - 3e du Ronde van Zuid-Holland
- 2015
  - Ronde van Zuid-Holland
- 2017
  - Kernen Omloop Echt-Susteren
  - 3e du Circuit de Campine
- 2019
  - 2e du Tour de Drenthe

## Classements mondiaux
| Année           | 2014   | 2015   | 2016   | 2017 | 2018   |
| --------------- | ------ | ------ | ------ | ---- | ------ |
| UCI Europe Tour | 1 129e | 1 244e | 1 146e | 792e | 1 043e |